# San José de los Remates
San José de los Remates är en kommun (municipio) i Nicaragua med 8 271 invånare. Den ligger i den centrala delen av landet i departementet Boaco, 97 kilometer nordost om Managua. San José de los Remates är en bergig jordbruksbygd med omfattande boskapsskötsel och kaffeodlingar.

## Geografi
San José de los Remates gränsar till kommunerna Terrabona och Esquipulas i norr, Boaco i öster, Santa Lucía och Teustepe i söder, samt Ciudad Darío i väster. Kommunen är bergig, och Cerro Alegre, kommunens högsta berg, reser sig 1184 meter över havet.

## Historia
San José de los Remates grundades 1848 som pueblo genom en utbrytning ur Teustepe. Anledningen var att befolkningen bodde ganska utspritt på grund av den sterila och dåliga jorden runt centralorten i Teustepe, och att det runt Los Remates fanns goda jordar med mycket vatten och ett svalare klimat.

## Religion
Kommunens festdag är den 18 mars i åminnelse av Jesus fader, Sankt Josef från Nasaret. Över kommunens centralort reser sig korset Cruz de Milenio, varifrån man kan se ända till Granada och Managua. 

## Natur
Inom kommunens gränser ligger det 5 000 hektar stora Naturreservatet Cerro Alegre - Cerro Cumbia. Malacatoya floden har sitt ursprung i naturreservatet, där den flyter genom trånga kanjoner.